# Vitry-Laché
Vitry-Laché és un municipi francès, situat a la regió de Borgonya - Franc Comtat, al departament del Nièvre.